# Závadka (Michalovce)
Závadka (ungarisch Fogas – bis 1907 Závatka, älter auch Závadka) ist eine Gemeinde im Osten der Slowakei mit 426 Einwohnern (Stand 31. Dezember 2024), die zum Okres Michalovce, einem Teil des Košický kraj, gehört und in der traditionellen Landschaft Zemplín liegt.

## Geographie

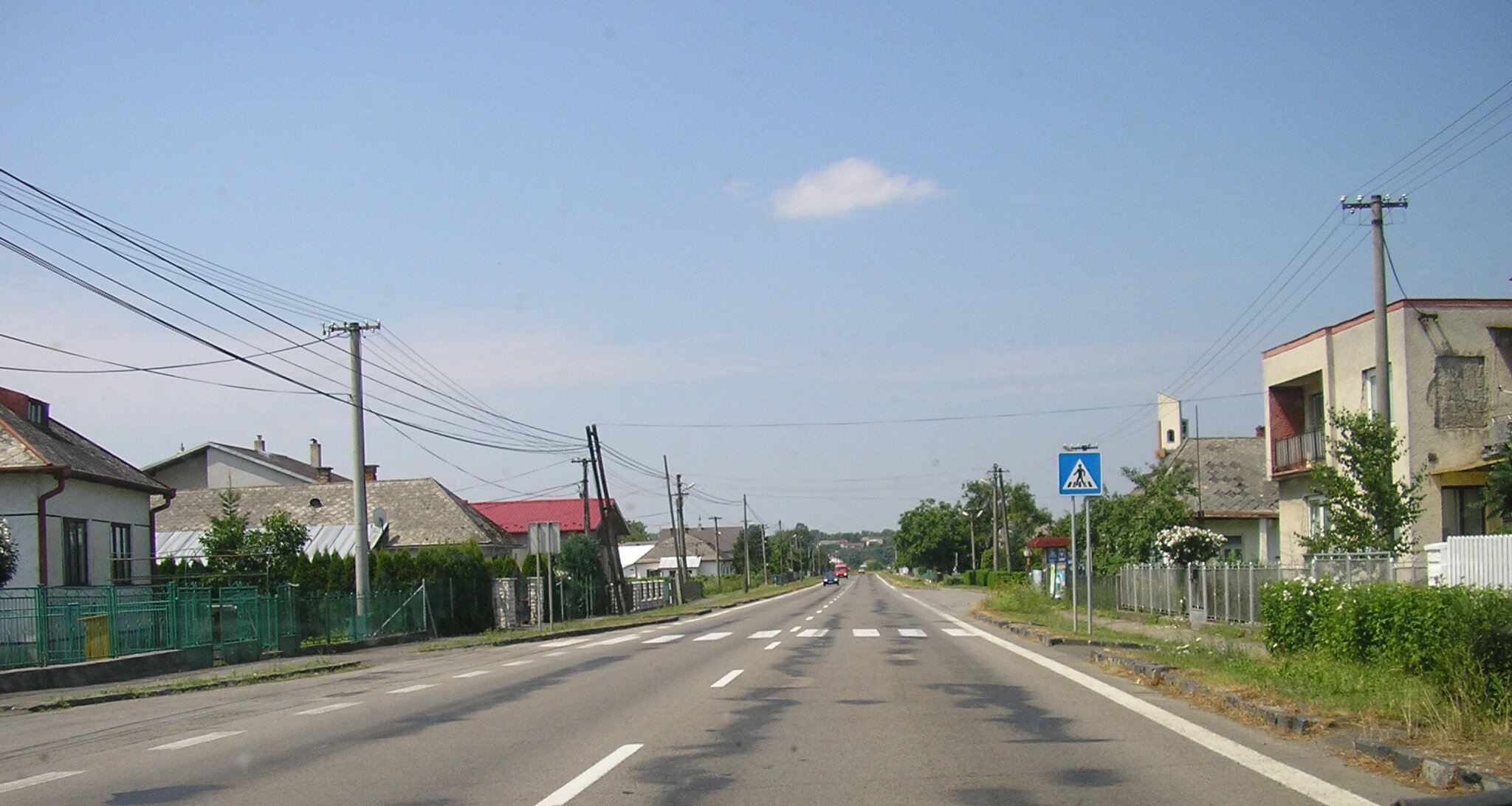
Hauptstraße durch Závadka

Die Gemeinde befindet sich in der Ostslowakischen Ebene im Ostslowakischen Tiefland, südöstlich des Stausees Zemplínska šírava und linksseitig des Flusses Čierna voda. Das Ortszentrum liegt auf einer Höhe von 120 m n.m. und ist acht Kilometer von Sobrance sowie 13 Kilometer von Michalovce entfernt.
Nachbargemeinden sind Hnojné im Norden, Fekišovce im Osten, Veľké Revištia im Südosten, Blatné Revištia im Süden, Hažín im Südwesten und Lúčky im Westen.

## Geschichte
Závadka wurde zum ersten Mal 1418 als Rewche a. n. Zawothka schriftlich erwähnt, weitere historische Bezeichnungen sind unter anderen Zawada, Zawoda (1427), Zawatka (1786) und Závadka (1808).  1427 wurden zusammen mit Nachbarorten Hnojné und Fekišovce 38 Porta verzeichnet und das Dorf war Teil der Herrschaft von Großmichel und Jasenov. 
1715 gab es vier Haushalte. 1828 zählte man 24 Häuser und 291 Einwohner, die als Landwirte und Weber tätig waren.
Bis 1918/1919 gehörte der im Komitat Ung liegende Ort zum Königreich Ungarn und kam danach zur Tschechoslowakei beziehungsweise heute Slowakei. Nach 1918 verblieb die Bevölkerung bei traditionellen Einnahmequellen. Während des Slowakischen Nationalaufstandes unterstützte das Dorf Partisanengruppen in der Gegend. Nach dem Zweiten Weltkrieg wurde die örtliche Einheitliche landwirtschaftliche Genossenschaft (Abk. JRD) im Jahr 1958 gegründet, ein Teil der Einwohner pendelte zur Arbeit in Industriebetriebe in Michalovce, Strážske, Košice (vor allem in den Ostslowakischen Stahlwerken) und Ostrava im tschechischen Landesteil der Tschechoslowakei.

## Bevölkerung
| Jahr                | 1994 | 2004    | 2014    | 2024    |
| ------------------- | ---- | ------- | ------- | ------- |
| Anzahl der Personen | 412  | 429     | 448     | 426     |
| Unterschied         |      | +4,12 % | +4,42 % | −4,91 % |

| Jahr                | 2023 | 2024    |
| ------------------- | ---- | ------- |
| Anzahl der Personen | 423  | 426     |
| Unterschied         |      | +0,70 % |

Nach der Volkszählung 2011 wohnten in Závadka 459 Einwohner, davon 371 Slowaken, 50 Roma, vier Ukrainer, zwei Russinen und ein Tscheche. Ein Einwohner gab eine andere Ethnie an und 30 Einwohner machten keine Angabe zur Ethnie.
187 Einwohner bekannten sich zur römisch-katholischen Kirche, 82 Einwohner zur reformierten Kirche, 76 Einwohner zur griechisch-katholischen Kirche, 44 Einwohner zur orthodoxen Kirche, 13 Einwohner zu den Zeugen Jehovas und acht Einwohner zur Evangelischen Kirche A. B. Ein Einwohner bekannte sich zu einer anderen Konfession, sechs Einwohner waren konfessionslos und bei 42 Einwohnern wurde die Konfession nicht ermittelt.

## Verkehr
Durch Závadka passiert die Cesta I. triedy 19 („Straße 1. Ordnung“) zwischen Michalovce und Sobrance, die sich im Ort mit der Cesta III. triedy 3743 („Straße 3. Ordnung“) von Jovsa nach Veľké Revištia und weiter Blatná Polianka und Kristy kreuzt. Der nächste Bahnanschluss ist in Michalovce an der Bahnstrecke Michaľany–Łupków.